# Grześ

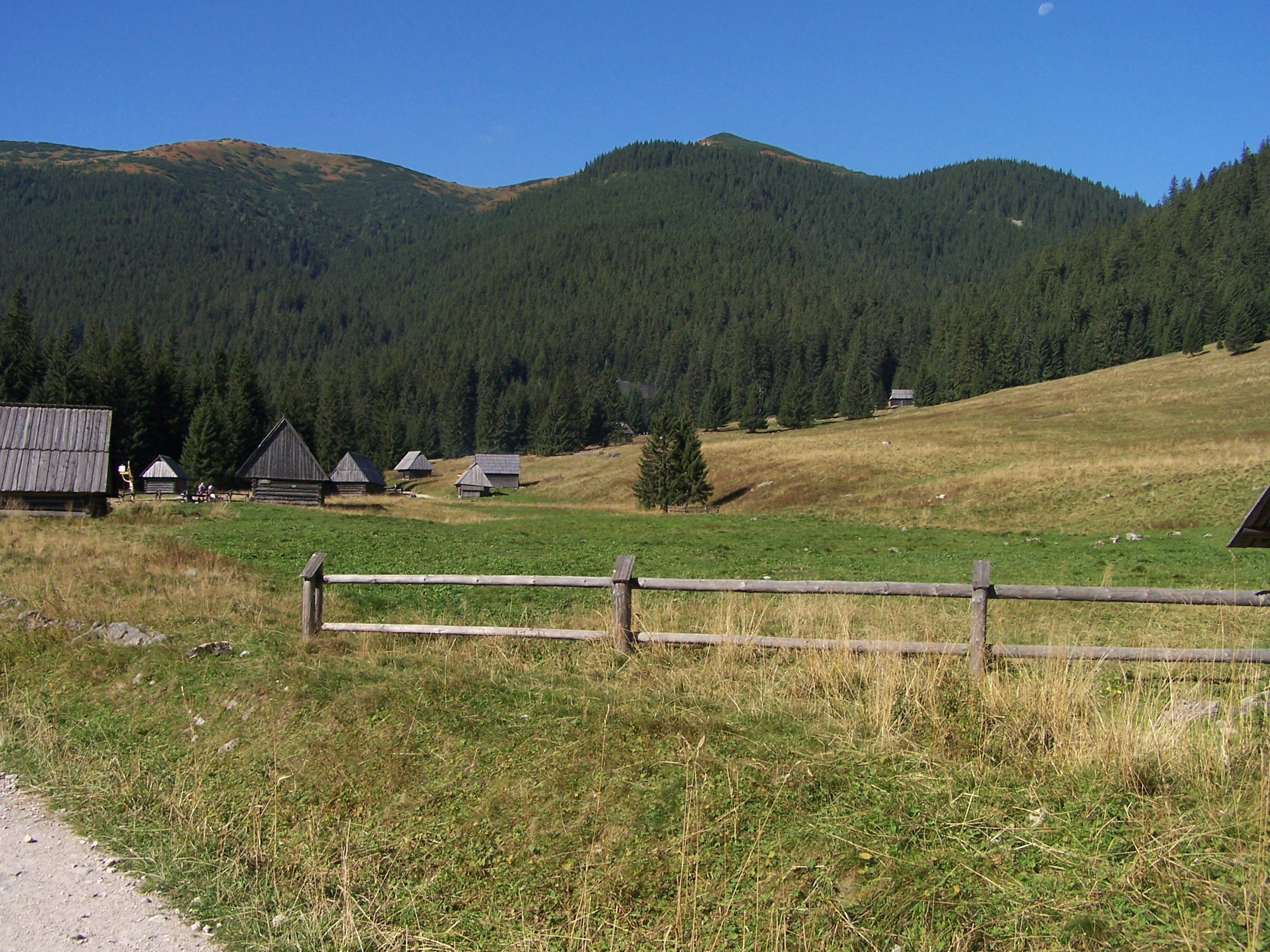
Grześ – widok z Polany Chochołowskiej

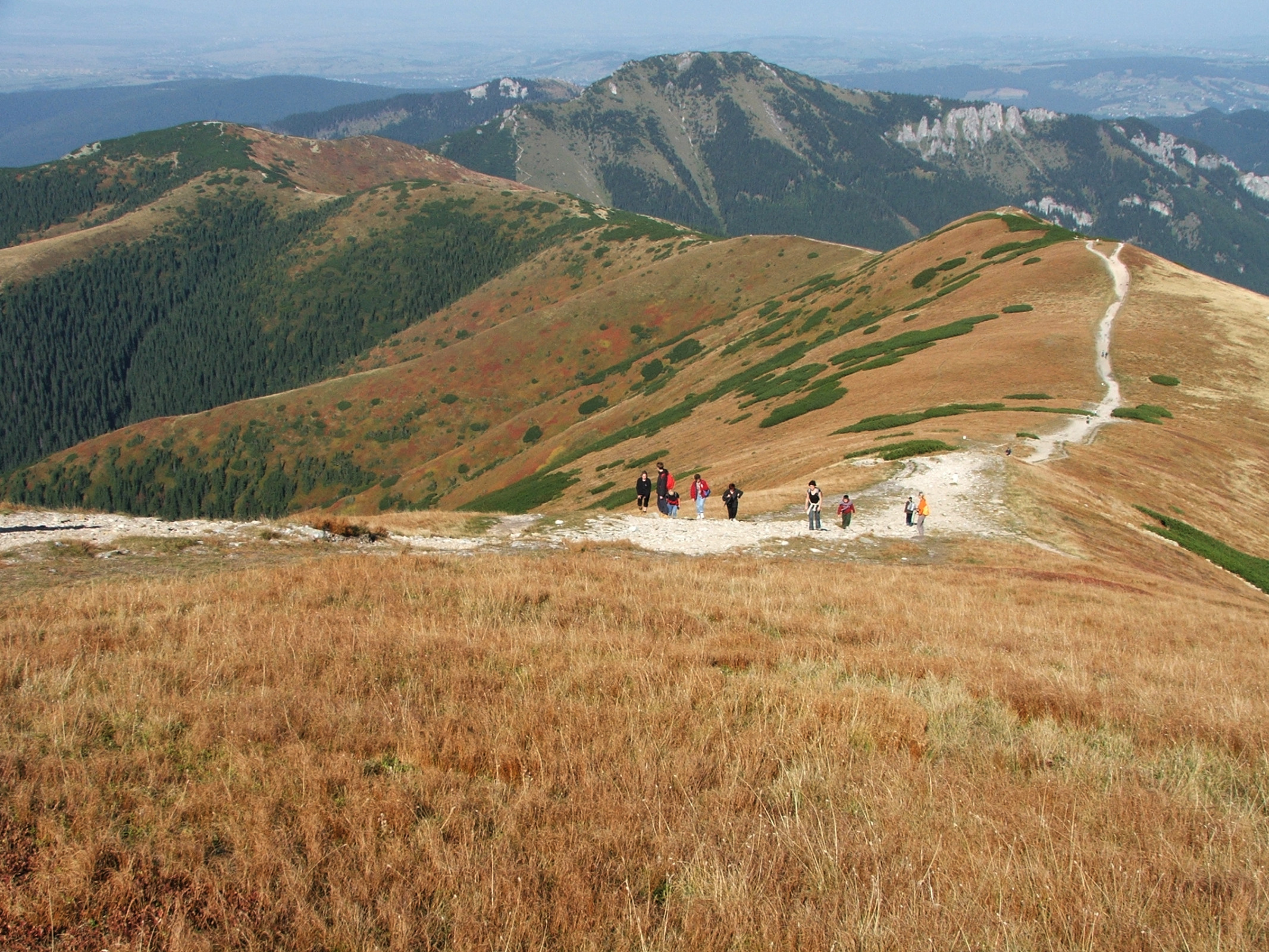
Długi Upłaz (po prawej) i wierzchołek Grzesia (po lewej). W głębi Bobrowiec

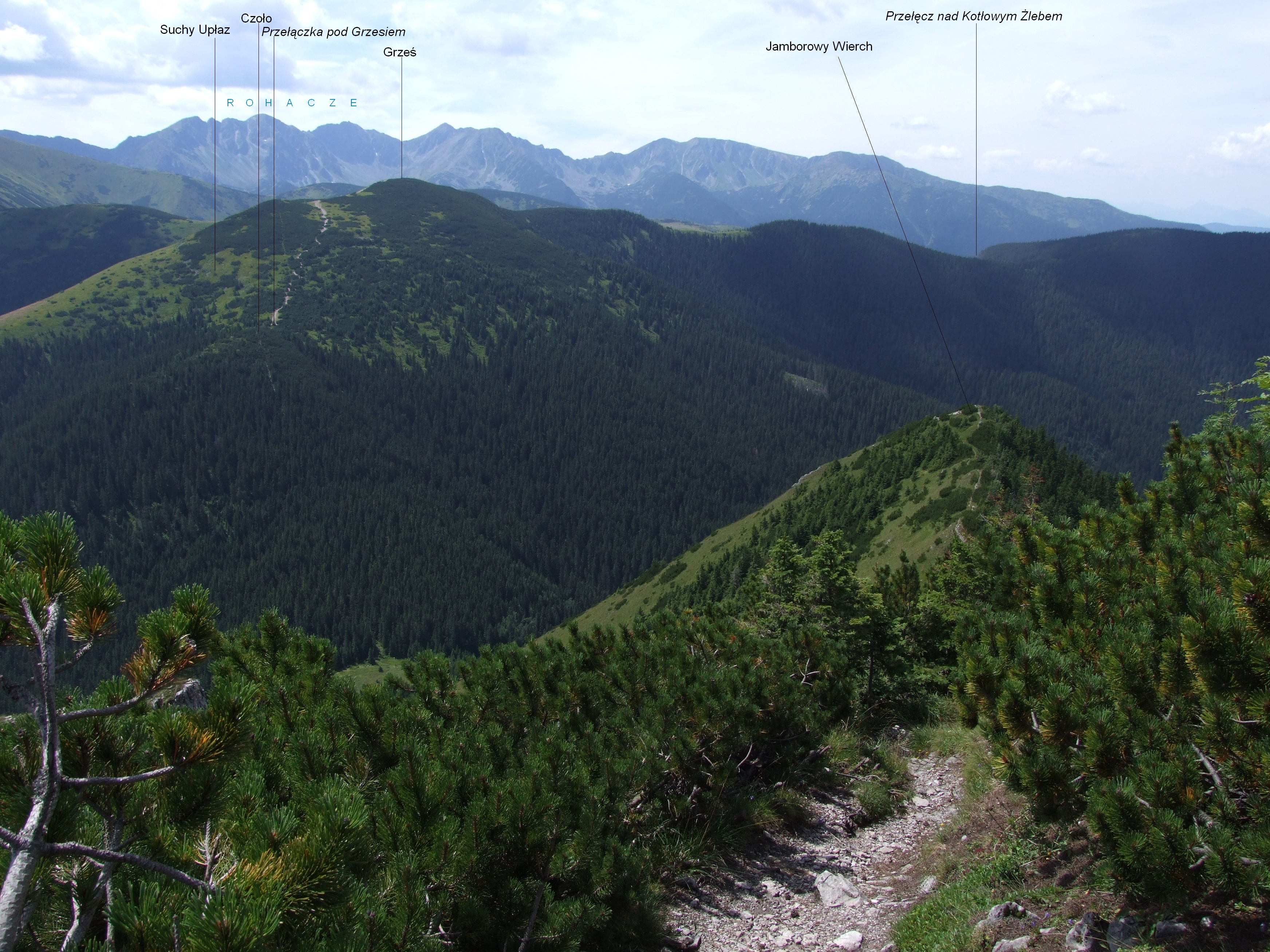
Grześ, widok z Bobrowca

Grześ (słow. Lúčna, 1653 m) – dwuwierzchołkowy szczyt w Tatrach Zachodnich, znajdujący się w grzbiecie granicznym na zachód od Polany Chochołowskiej.

## Topografia
Grześ znajduje się w bocznej, długiej północnej grani Wołowca odchodzącej od Wołowca na północ. Na głównym, zachodnim wierzchołku Grzesia zmienia ona kierunek na wschodni, a na niższym, zwanym Kruźlikiem skręca na północny wschód. Przebiega nią granica polsko-słowacka oraz Wielki Europejski Dział Wodny między zlewiskami Morza Bałtyckiego i Morza Czarnego. Grześ jest zwornikiem dla trzech grani i trzech grzęd (wszystkie z wyjątkiem grzędy zachodniej i wschodniej odchodzą od głównego wierzchołka):
- południowa grań, która poprzez Łuczniańską Przełęcz (1602 m) i Długi Upłaz wznosi się w kierunku Rakonia,
- zachodnia grzęda o nazwie Łuczna, opadająca do Doliny Łatanej z południowej grani Grzesia[4],
- długa, północno-zachodnia grań Grzesia biegnąca do Osobitej i dalej, aż po krańce Tatr (przełęcze Borek i Maniowa Przehyba). Grań ta oddziela Dolinę Bobrowiecką Orawską od Doliny Zuberskiej i jej odnogi – Doliny Łatanej,
- północna grzęda opadająca do Doliny Bobrowieckiej Orawskiej,
- północno-wschodnia grań będąca przedłużeniem północnej grani Wołowca. Poprzez Kruźlik, płytką Przełączkę pod Grzesiem i Czoło opada do głębokiej Bobrowieckiej Przełęczy (1356 m),
- wschodnia grzęda opadająca do Doliny Chochołowskiej i oddzielająca Bobrowiecki Żleb od Dolinczańskiego Żlebu. Wybiega ona ze wschodniego, niższego wierzchołka Grzesia – Kruźlika[5].

Masyw Grzesia wznosi się nad 3 dolinami: Bobrowiecką, Łataną i Chochołowską.

## Nazewnictwo
Według Wielkiej encyklopedii tatrzańskiej polska nazwa szczytu pochodzi od gwarowego, góralskiego słowa grześ oznaczającego grzbiet lub grzędę o stokach stromo opadających na dwie strony. Przez polskich górali dawniej nazywany był Kończystym, przez słowackich Lúčna lub Končistá. Nazwa słowacka pochodzi od niedużej grzędy i polanki Łuczna (Lúčna), na której w 1615 stał szałas. Później na słowackich mapach nazwę polanki przesunięto na szczyt. Na dawnych mapach natomiast opisywany był nazwą Hruby, nazwę Grześ na mapach wprowadzono dopiero w 1934 r.

## Opis szczytu
Grześ zbudowany jest z twardych piaskowców kwarcytowych z triasu. Wyżej, w kierunku Wołowca ich miejsce zajmują twarde skały krystaliczne. Partie wierzchołkowe są łagodnie zaokrąglone, trawiaste i zarastające kosodrzewiną. Dawniej były wypasane, wchodziły w skład Hali Chochołowskiej. Po polskiej stronie jest to własność górali zrzeszonych we Wspólnocie Leśnej Uprawnionych Ośmiu Wsi. Na niektórych mapach zaznaczane są jeszcze pasterskie nazwy dawnych podszczytowych halizn: Kruźlik (na południowo-wschodnich stokach, pod wschodnim wierzchołkiem Grzesia o tej samej nazwie) i Suchy Upłaz (stoki opadające do Przełączki pod Grzesiem). Wypasane były również stoki po słowackiej stronie. Należały do odrębnej hali użytkowanej przez miejscowości Trzciana i Dłuhałuka. Od nazwy tej drugiej miejscowości pochodzi nazwa zbocza Długa Łąka (Dlhá lúka) w Dolinie Zadniej Łatanej.
Ze szczytowych halizn Grzesia rozciąga się rozległy widok na szczyty Tatr Zachodnich, szczególnie efektowny jesienią, gdy zbocza i szczyty wybarwiają się rudziejącym sitem skuciną, czerwieniejącymi kępami borówek i żółtymi bliźniczki psiej trawki. Na stokach Trzydniowiańskiego Wierchu widać wystające z murawy tzw. Gęsi – białe skały kwarcytowe. Pomiędzy dwoma słabo wyodrębnionymi wierzchołkami Grzesia znajduje się niewielki okresowy stawek. W południowym kierunku widoczne są Rohacze swoim wyglądem przypominające szczyty Tatr Wysokich.
Grześ jest odwiedzany zarówno przez polskich, jak i słowackich turystów. W zimie zjeżdżają z niego narciarze. Nartostrada istniała tutaj już przed II wojną światową, w 1956 została ponownie otwarta i obecnie dopuszczalna jest tutaj zimowa turystyka narciarska. Na szczycie znajduje się drewniany krzyż, ustawiony w roku 1992 na pamiątkę konspiracyjnych spotkań działaczy opozycyjnych z Polski i Słowacji.

## Szlaki turystyczne
– żółty do schroniska PTTK na Polanie Chochołowskiej po stronie polskiej. Czas przejścia: 1:00 h, ↑ 1:30 h
 – niebieski szlak graniczny na Wołowiec przez Rakoń. Czas przejścia: 1:45 h, ↓ 1:30 h
  – zielony szlak po stronie słowackiej, przebiegający ze Zwierówki przez Przełęcz pod Osobitą i Kasne do rozdroża nieco poniżej szczytu, a stąd dalej do Doliny Zadniej Łatanej.
- Czas przejścia z Przełęczy pod Osobitą na Grzesia: 2 h, ↓ 1:50 h
- Czas przejścia z Grzesia do szlaku żółtego w Dolinie Zadniej Łatanej: 30 min, ↑ 1 h

Słowacki niebieski szlak na Bobrowiecką Przełęcz został zamknięty przez TANAP w czerwcu 2008 r. Grześ jest najłatwiej dostępnym szczytem w otoczeniu Doliny Chochołowskiej. Bywa głównym celem wycieczek, często też jest zdobywany podczas wejścia na Wołowiec.